# Yngve Norrvi

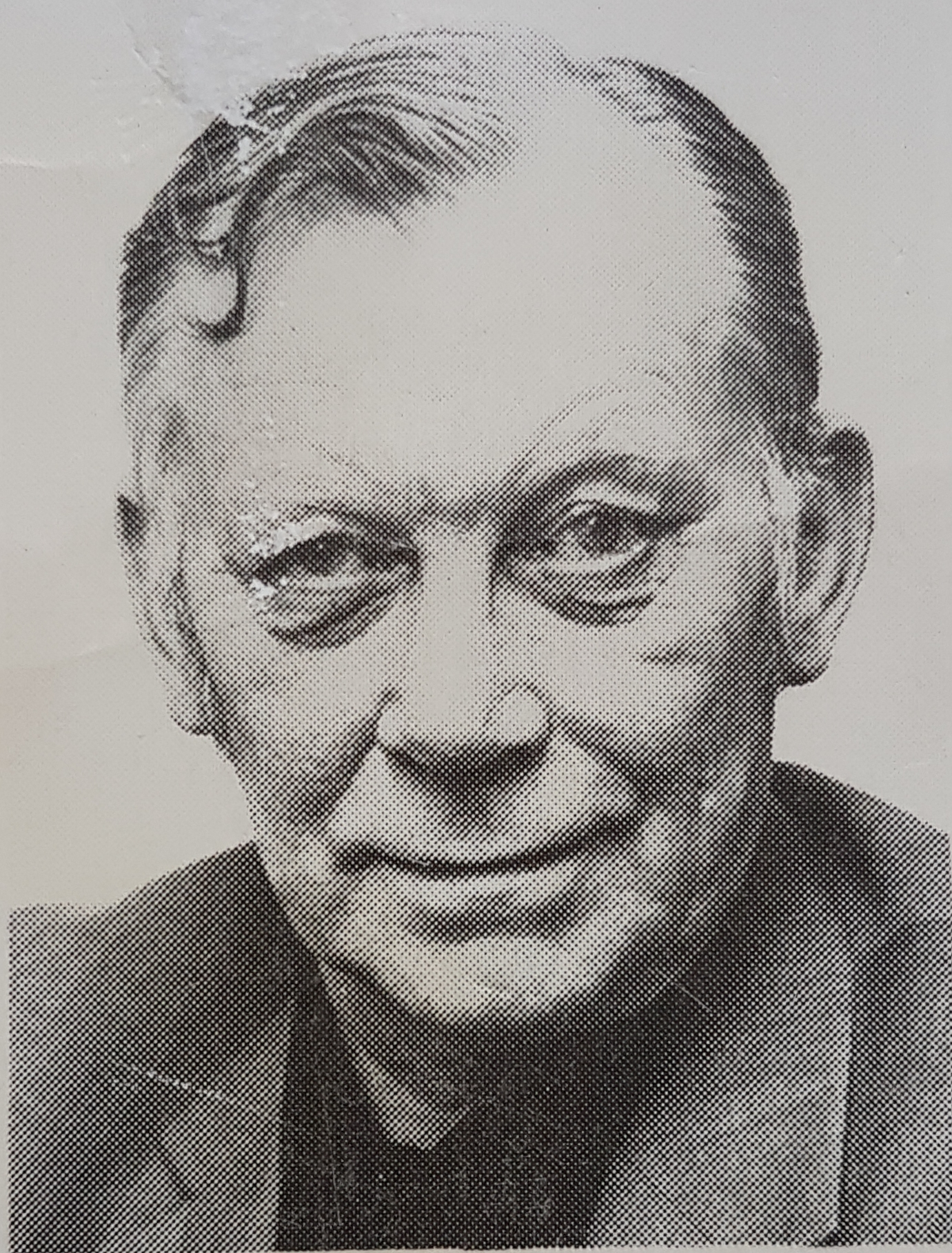
Yngve Norrvi

Yngve Norrvi, född 1908 i Gamleby i Småland, död 1999, var en svensk flygjournalist och författare. 
Norrvi började i unga år som stenhuggarlärling, men han ville hellre skriva och sökte sig till folkhögskolan för att bättra på sin utbildning. Efter studierna fick han ett volontärarbete vid Västerviks Tidning. 1937 övergick han till Folket i Bild i Stockholm. 1941 flyttade han över till Teknik för alla och blev tidningens flygjournalist, 1943 tillträdde han posten som informationschef vid KSAK. Under en period var han även chef för KSAK:s verksamhet vid Ålleberg. Under 1950-talet återvände han till tidningsvärlden, först på tidningen Looping och senare som utgivare av tidningen Flygrevyn.